# Zug (Kurzgeschichte)

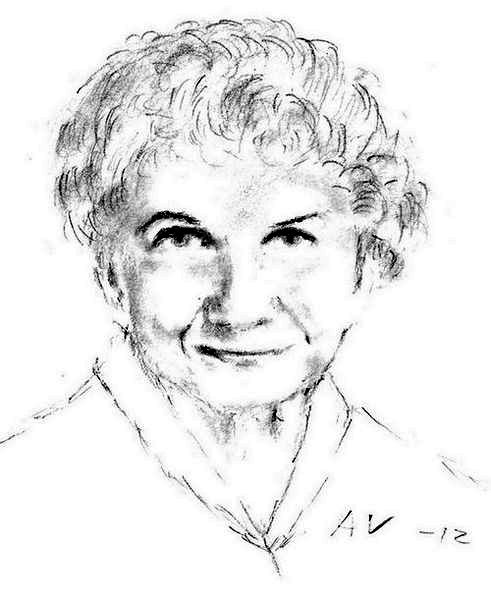
Alice Munro, Nobelpreis für Literatur 2013

Zug (im Original Train) ist eine Short Story von Alice Munro aus dem Jahr 2012, in der eines der Themen der Umgang mit Asexualität ist.
Der Soldat Jackson Adams kehrt aus dem Zweiten Weltkrieg nach Kanada zurück. Weil er nicht dorthin will, wo er erwartet wird, springt er aus dem fahrenden Zug. Er gelangt zum Farmhaus von Belle, das in einem desolaten Zustand ist. Nach und nach bringt er viele Dinge in Ordnung, und sie leben miteinander, ohne ein Paar zu werden. Als er Belle nach Jahren in ein Krankenhaus bringen muss, erzählt sie ihm von einer Kindheitserinnerung, in der ihr Vater versucht war, sich ihr sexuell zu nähern (und sich – vermutlich deswegen – das Leben nahm). Daraufhin streift Jackson ziellos in der Stadt umher und findet zufällig einen neuen Job als Hausmeister und Portier. Dort taucht eines Tages Ileane auf, mit der er als junger Mann, kurz vor seiner Einberufung zum Krieg, eine zarte Beziehung hatte; allerdings hatte der (einzige) Sex der beiden in einem Fiasko geendet. Jackson nimmt zu Ileane keinen Kontakt auf, befürchtet aber ihre Rückkehr. Er erinnert sich an seine Kindheit, in der seine Stiefmutter ihn eine Zeit lang missbraucht hatte, und nimmt bald darauf erneut einen Zug.
Die Geschichte wird weitgehend aus der Perspektive von Jackson erzählt. Belle berichtet ihm teilweise ausführlich über ihr Leben und Jackson wird als Zuhörer geschildert, der oft gedanklich abdriftet, aber dennoch spürt, wenn ihm ein Thema zu nahegeht, Sexuelles zum Beispiel. Er bricht dann einen Kontakt ab, so auch den zu Belle und zuvor zu Ileane.
Alice Munro hat selbst eine kurze Beschreibung dieses Werks gegeben. Es gehe um den Mann, der selbstsicher und zufrieden ist, solange Sex außen vor bleibt. Sie glaube, dass ihn in seiner Jugend eine rüpelhafte Frau gequält habe. Und Munro denkt, dass er da nichts dran ändern kann und deshalb ständig fliehen muss.
Train ist enthalten in Dear Life (2012), Alice Munros vierzehnter und jüngster Sammlung von Kurzgeschichten, die auf Deutsch mit dem Titel Liebes Leben (2013) erschienen ist. Train hat im Band Dear Life eine Länge von 40 Seiten und ist die weiter ausgearbeitete Fassung der Story Train, die in der Aprilausgabe 2012 in Harper’s Magazine veröffentlicht wurde, eine Version, die kostenfrei online lesbar ist.
Die beiden Versionen der Erzählung unterscheiden sich dadurch, dass es eine andere Aufteilung der 16 bzw. 17 Abschnitte gibt und die zweite Fassung insgesamt länger ist, weil in neuen Sätzen oder Absätzen bestimmte Charakteristika beider Hauptfiguren oder das psychologische Setup in Jacksons Jugend deutlicher herausgearbeitet wurden. Im elften Abschnitt ist die Perspektive auf die Bewohner der Wohnanlage geändert worden, in der Jackson Adams als Hausmeister tätig ist. Der letzte Satz der Geschichte wurde erst in der zweiten Fassung hinzugefügt.